# Кэрролл, Уильям (губернатор)
Уильям Кэрролл (англ. William Carroll; 3 марта 1788 — 22 марта 1844) — американский политик и военный, 5-й губернатор Теннесси (1821—1827 и 1829—1835). На посту губернатора Кэрролл провёл много реформ и стал самым известным политиком Теннесси 1820-х годов. До этого Кэрролл был участником войны с Англией, служил под началом Эндрю Джексона во время Крикской войны и командовал центром армии Джексона во время сражения при Новом Орлеане в 1815 году.

### Статьи
- EMMA CARROLL TUCKER. GOVERNOR WILLIAM CARROLL (англ.) // The American Historical Magazine and Tennessee Historical Society Quarterly. — Tennessee Historical Society, 1902. — Vol. 7, iss. 4. — P. 388-396.
- Gabriel Hawkins Golden. WILLIAM CARROLL AND HIS ADMINISTRATION (англ.) // Tennessee Historical Magazine,. — Tennessee Historical Society, 1925. — Vol. 9, iss. 1. — P. 9-30.